# The Cosmic Jokers
The Cosmic Jokers was een denkbeeldige Duitse muziekgroep binnen de Krautrock.
Op een later tijdstip zou de band wel een supergroep genoemd kunnen worden, mits ze echt bestaan heeft. Alhoewel dus nooit een echte band kreeg het een legendarische status binnen de spacerock (Kosmisch Musik). Initiatiefnemer van de "band" was Rolf-Ulrich Kaiser van het platenlabel Ohr (Ohr Kosmische Kuriere). Hij nodigde van februari tot mei 1973 een aantal (latere) Duitse topmusici uit in de geluidsstudio van Dieter Dierks te Stommeln en liet ze jammen. Zonder het te weten nam hij de muziek op en bracht het uit. Deelnemende musici waren Klaus Schulze, Manuel Göttsching uit Ash Ra Tempel en Jürgen Dollase en Harald Großkopf uit Wallenstein, ook Dierks speelde mee. Aan de hand van die opnamen werden twee of drie muziekalbums samengesteld. Het verhaal gaat dat tijdens de opnamen er veelvuldig gebruik gemaakt werd van drugs (met name LSD) en dat de musici achteraf niet betaald zouden zijn. Andere berichten weerspreken dat weer. Göttsching kwam er pas erachter dat de albums uitgegeven waren toen hij de albums in een platenwinkel zag liggen. Later zei hij, dat hij gewoon betaald was. Het is onduidelijk hoeveel albums er exact zijn uitgegeven van The Cosmic Jokers, want niet alle albums vermeldden de groepsnaam.

Bij het laatste aan hun toegewezen album Gilles Zeitschiff vond Klaus Schulze het welletjes, hij vond ze dermate slecht dat hij een proces aanspande tegen Ralf-Ulrich Kaiser en Gille Lettman, de vrouw van Kaiser. Schulze vermeldde later de albums wel op zijn website maar voorzag ze van commentaar: 
A loose session, Not serious
. 
In de nasleep van de albums verliet Kaiser vanwege allerlei problemen Duitsland, hetgeen tevens het einde betekende van Ohr. Desalniettemin waardeerde AllMusic de eerste twee albums met 4,5 uit 5, fans van het genre met 5 uit 5. De eerste twee albums zijn ook diverse keren op vinyl en compact disc heruitgegeven, al was de geluidskwaliteit niet altijd even goed (vermoedelijk kopie van een kopie). De uitgaven van 2021 werden daarop een uitzondering; ze zijn samengesteld uit de originele opnamen (Original master tapes). 

## Discografie
- 1974: The cosmic jokers
- 1974: Galactic supermarket
- 1974: Planeten sit-in (sample-album)
- 1974: Sci-fi party (sample-album)
- 1974: Gilles Zeitschiff (sample-album met remixen)